# Порт-Локо (округ)
Порт-Ло́ко (англ. Port Loko) — один із 5 округів Північної провінції Сьєрра-Леоне. Адміністративний центр — місто Порт-Локо. Округ має вихід до Атлантичного океану.

## Населення
Населення округу становить 615376 осіб (2015; 453746 у 2004, 329344 в 1985, 292244 в 1974, 247463 в 1963).
У національному відношенні переважає народ темне, який на 80 % сповідує іслам.

## Адміністративний поділ
У адміністративному відношенні округ складається з 11 вождівств:
| №  | Назва                  | Оригінальна назва      | Площа, км² | Населення, осіб (2004) | Населення, осіб (2015) | Адміністративний центр |
| -- | ---------------------- | ---------------------- | ---------- | ---------------------- | ---------------------- | ---------------------- |
| 1  | Буре-Кассе-Маконте     | Bureh Kasseh Makonteh  | 418,9      | 32 174                 | 40 179                 | Манґе                  |
| 2  | Буя-Роменде            | Buya Romende           | 432,8      | 27 881                 | 34 281                 | Форедуґу               |
| 3  | Дібія                  | Dibia                  | 185,1      | 15 077                 | 15 519                 | Ґбінті                 |
| 4  | Каффу-Буллом           | Kaffu Bullom           | 176,5      | 69 637                 | 120 490                | Магера                 |
| 5  | Коя                    | Koya                   | 1115,5     | 63 614                 | 85 177                 | Сонґо                  |
| 6  | Локомасама             | Lokomasama             | 920,0      | 72 348                 | 78 276                 | Петіфу                 |
| 7  | Марампа                | Marampa                | 399,2      | 36 108                 | 59 323                 | Лунсар                 |
| 8  | Масімера               | Masimera               | 674,0      | 32 845                 | 40 843                 | Масімера               |
| 9  | Мафоркі                | Maforki                | 789,1      | 68 042                 | 86 764                 | Порт-Локо              |
| 10 | Санда-Маґболонтор      | Sanda Magbolontor      | 568,1      | 15 088                 | 23 731                 | Сендуґу                |
| 11 | Тінкатупа-Мака-Саффоко | Tinkatupa Maka Saffoko | 299,7      | 20 932                 | 30 793                 | Мірайкулай             |

## Господарство
Основою економіки округу є сільське господарство, а саме вирощування рису та овочів.
Округ має свою футбольну команду Воїни Бай-Буре, які грають у національному чемпіонаті.

## Персоналії
В окрузі народились відомі люди:
- Бай Буре (1840) — місцевий правитель та військовий стратег
- Соріє Ібрагім Корома (1930) — віце-президент Сьєрра-Леоне у 1971-1985 роках, прем'єр-міністр Сьєрра-Леоне у 1971-1975 роках, міністр торгівлі та промисловості у 1967-1969 роках, міністр сільського господарства та природних ресурсів у 1969—1971 роках
- Ібрагім Кемо Сесай — міністр транспорту та авіації у 2007-2008 роках
- Аббас Бунду — міністр закордонних справ у 1994-1995 роках